# Lê Nghi Dân
Markgraf Lệ Đức (vietnamesisch: Lệ Đức hầu, Chữ Nôm: 黎宜民, * Juni 1439; † 6. Juni 1460, eigentlicher Name Lê Nghi Dân (黎宜民)) war der 4. König der Späteren Lê-Dynastie von Vietnam. Er regierte das Land für etwa acht Monate vom 7. Oktober 1459 bis 6. Juni 1460, bis er von einer Gruppe von Hofbeamten abgesetzt wurde. Da er durch einen Putsch abgesetzt wurde, erhielt er keinen Tempelnamen.

## Kindheit
Lê Nghi Dân war der älteste Sohn von König Lê Thái Tông und dessen Gemahlin Dương Thị Bí. Er wurde um 1440 Kronprinz, wurde jedoch 1441 abgesetzt und durch seinen jüngeren Halbbruder, Prinz Lê Bang Cơ, den späteren König Lê Nhân Tông, ersetzt. Ihm wurde der Titel Prinz von Lạng Sơn (Lạng Sơn vương, 諒山王) verliehen. Nach dem frühen Tod seines Vaters Lê Thái Tông im Jahr 1442 wurde sein einjähriger Halbbruder Lê Bang Cơ als König Lê Nhân Tông inthronisiert.

## Diên Ninh-Putsch
Als Lê Nghi Dân heranwuchs, strebte er nach dem Königsthron. Zu dieser Zeit betrachtete Lê Nhân Tông, der eine wohlwollende Persönlichkeit hatte, Nghi Dân immer als eine nahestehende Person. Am 3. Oktober 1459 versammelten sich Lê Nghi Dân zusammen mit dem Kommandanten Lê Đắc Ninh, der die inneren Wachen befehligte, den vertrauten Untergebenen Phạm Đồn, Phan Ban, Trần Lăng und mehr als 100 Soldaten, um den Thron an sich zu reißen. In derselben Nacht wurde Lê Nhân Tông im königlichen Palast und am nächsten Tag die Königinmutter Lê Nhân Tôngs von dieser Gruppe der Soldaten unter der Führung Nghi Dâns und dessen Vertrauten getötet.

## Herrschaft
Als Nghi Dân den Königsthron an sich riss, regierte er unter dem Äranamen Thiên Hưng (天興). Der junge König war sehr ehrgeizig und versuchte, die Regierung zu reformieren. Er änderte das Verwaltungssystem, indem er dieses System in sechs Ministerien und sechs Abteilungen teilte. Diese Systemreform wurde als eine brillante Politik angesehen und sie wurde auch von seinen Nachfolgern angewendet. Außenpolitisch forderte er die Ming-Dynastie auf, keine Perlen als Tribut zu zahlen. Er ernannte seine Brüder, Prinz Lê Tư Thành, als Prinz Gia (Gia vương, 嘉王) und Prinz Lê Khắc Xương als Prinz Cung (Cung vương, 恭王); schließlich gab er ihnen die neuen Paläste als neue Besitztümer.
Allerdings wurde er von vielen königlichen Hofbeamten weitgehend nicht unterstützt, da sie seinen Mord an König Lê Nhân Tông, seinem Halbbruder, als eine „unmenschliche“ Tat sahen. Während seiner kurzen Regierungszeit musste er sich vielen Konflikten und Umstürzen seitens der Beamten stellen, die seinem Großvater und Vater seit der Gründung der Dynastie folgten. Vietnamesische Historiker bezeichneten die Putschserie während der Ära Thiên Hưngs als Thiên Hưng-Putsch.
Im Mai 1460 diskutierten einige Beamte wie Đỗ Bí, Lê Ngang und Lê Thụ heimlich über einen Putsch gegen Lê Nghi Dân. Doch die Diskussion gelangte an die Öffentlichkeit und sie wurden alle hingerichtet. Nach dieser Affäre wurde Nghi Dân misstrauischer und begann, seine inneren Unterstützer in wichtigen offiziellen Positionen des königlichen Hofes zu installieren. Dies machte ihn bei den Hofbeamten noch unbeliebter und schließlich begannen sie, gegen ihn zu planen.
Am 6. Juni 1460 startete eine Gruppe von Beamten, insbesondere Nguyễn Xí, Đinh Liệt, Lê Lăng, Lê Niệm und Nguyễn Đức Trung, einen weiteren Putsch gegen Nghi Dân und setzte ihn erfolgreich ab. Er wurde zum Markgrafen Lệ Đức (Lệ Đức hầu, 厲德侯) degradiert und besaß kein königliches Mausoleum wie die anderen vietnamesischen Herrscher. Einige inoffizielle Berichte besagten, dass die Putschisten ihn in den Selbstmord trieben und er um 1460 im Alter von 21 Jahren starb. Einige andere Quellen gaben jedoch auch an, dass er und seine Mutter nach Lạng Sơn verbannt wurden und er dort bis zu seinem Tod im Jahr 1460 lebte. Nach dem Putsch wollten die Putschisten den zweiten Prinzen des Königs Lê Thái Tông, Prinz Lê Khắc Xương, auf den Thron setzen. Jedoch wurde dieser Vorschlag abgelehnt. Daher beschlossen sie, Prinz Lê Tư Thành als fünfter König der Lê-Dynastie auszurufen. Dieser wurde schließlich zum König/Kaiser Lê Thánh Tông.